# Большая Елховка (Уренский район)
Большая Елховка — деревня в составе Большепесочнинского сельсовета в Уренском районе Нижегородской области.

## География
Находится на расстоянии примерно 18 километров по прямой на восток-северо-восток от районного центра города Урень.

## История
Известна с 1723 года. Деревня до 1768 года относилась к главной дворцовой канцелярии, потом Придворной конторы, с 1797 крестьяне стали удельными. Население было старообрядцами спасова согласия. В 1856 году было учтено 16 дворов и 130 жителей, в 1916 году 41 двор и 188 жителей. В советское время работали колхозы «Солнце полей», им. Калинина, «Елховский». В 1978 году было 43 двора и 133 жителя, а в 1994 57 дворов и 134 жителя. В период 1941-1983 годов работал психоневрологический детский дом.

## Население
Постоянное население  составляло 110 человека (русские 98%) в 2002 году, 111 в 2010 .